# The Visual Novel Database
The Visual Novel Database (abreviado como vndb ou VNDB) é um banco de dados online, wiki e um Fórum de discussão dedicados a romances visuais. Até 2019, o VNDB havia catalogado um total de 24 mil romances visuais, e seu fórum contava com 14 300 usuários. Conforme a Electronic Gaming Monthly, o VNDB teve um papel importante em levar romances visuais a uma audiência internacional. A mascote do site é Lasty Farson, de Angelic Serenade.

## Características

### Banco de dados
O VNDB contém registros de aproximadamente 24 mil romances visuais diferentes, sendo atualizado por membros registrados no site. O banco de dados armazena informações sobre personagens nesses romances visuais, bem como sobre suas desenvolvedoras, publicadoras e tradutores, tanto profissionais quanto amadores. O site pode ser navegado por meio de categorias de navegação, filtrando por critérios como idioma e visualizando páginas aleatórias.

### Fórum
O VNDB possui um fórum público onde membros registrados podem conversar. Cada romance visual específico tem uma página de discussão, além de uma seção do site dedicada a discussões gerais.

### Lista de acompanhamento
O VNDB pode ser utilizado como uma lista pessoal de acompanhamento, permitindo que os usuários criem uma lista de desejos (wishlist), uma lista de títulos desejados (whitelist) ou uma lista de títulos evitados (blacklist). Além disso, os usuários podem marcar o progresso em um jogo como concluído, abandonado, em andamento, etc.

### Avaliações e análises
O VNDB atua como um agregador de críticas. O banco de dados reúne as avaliações dadas aos jogos pelos usuários e exibe estatísticas de pontuação e médias.
A partir de 31 de agosto de 2020, os usuários agora podem escrever e enviar resenhas de romances visuais, tanto "mini resenhas" quanto resenhas completas.

## História
O VNDB foi criado em setembro de 2007 por yorhel (nome real Yoran Heling). Após concluir Ever 17: The Out of Infinity, ele percebeu a ausência de uma comunidade dedicada a romances visuais ou um lugar para encontrá-las. Yorhel criou o VNDB ao longo de três semanas como um local centralizado para as pessoas encontrarem e discutirem romances visuais. Um dos jogos mais antigos documentados no VNDB foi "Lolita Yakyuuken", um eroge lançado em 1982 para o PC-88, que também é considerado o primeiro romance visual. No entanto, ele foi posteriormente excluído devido à falta de elementos de romance visual. Dentro de um ano, o VNDB já continha mil romances visuais.